# Val Avery
Val Avery (eigentlich Sebouh Der Abrahamian, * 14. Juli 1924 in Philadelphia, Pennsylvania; † 12. Dezember 2009 in Greenwich Village, New York City) war ein US-amerikanischer Schauspieler.

## Leben
Avery begann seine Karriere als Darsteller im armenischen Jugendtheater seiner Heimatstadt. Nachdem er im Zweiten Weltkrieg als Fluglehrer gedient hatte, besuchte er Schauspielkurse an der Bessie V. Hicks School of Drama.
Seine Karriere bei Film und Fernsehen begann er zu Zeiten der ersten Livesendungen Anfang der 1950er Jahre; erste größere Aufmerksamkeit erlangte er in Schmutziger Lorbeer, wo er an der Seite von Humphrey Bogart spielte. Daraufhin spielte er immer wieder Polizisten, Kleinganoven oder Mafiakiller auf der Leinwand wie in Fernsehserien, so in Man nannte ihn Hombre, Die glorreichen Sieben, Columbo und Auf der Flucht. Er war an etwa 100 Kinofilmen und 300 Fernsehproduktionen beteiligt; seine letzte Rolle spielte er 2004.
Häufig arbeitete Avery mit John Cassavetes zusammen. 1998 spielte er in dem Off-Broadway-Stück Over the River and through the Woods.
Von 1953 bis zu seinem Tod war er mit der Schauspielerin Margot Stevenson verheiratet.

## Filmografie (Auswahl)

### Kino
- 1956: Schmutziger Lorbeer (The Harder They Fall)
- 1957: Ein Mann besiegt die Angst (Edge of the City)
- 1958: Der lange heiße Sommer (The Long, Hot Summer)
- 1958: Mein Leben ist der Rhythmus (King Creole)
- 1959: Der letzte Zug von Gun Hill (Last Train from Gun Hill)
- 1960: Die glorreichen Sieben (The Magnificent Seven)
- 1962: Die Faust im Gesicht (Requiem for a Heavyweight)
- 1963: Der Wildeste unter Tausend (Hud)
- 1963: Verliebt in einen Fremden (Love with the Proper Stranger)
- 1965: Das Vorleben der Sylvia West (Sylvia)
- 1965: Vierzig Wagen westwärts (The Hallelujah Trail)
- 1966: Nevada Smith
- 1966: Überfall auf die Queen Mary (Assault on a Queen)
- 1967: Man nannte ihn Hombre (Hombre)
- 1968: Bizarre Morde (No Way to Treat a Lady)
- 1968: Gesichter (Faces)
- 1968: Die Schurken vom Bolivar (The Pink Jungle)
- 1968: Auftrag Mord (The Brotherhood)
- 1969: Die Unschlagbaren (Machine Gun McCain)
- 1969: Matsoukas, der Grieche (A Dream of Kings)
- 1970: Der reisende Henker (The Traveling Executioner)
- 1971: Fluchtpunkt San Francisco (Vanishing Point)
- 1971: Der Anderson-Clan (The Anderson Tapes)
- 1971: Minnie und Moskowitz (Minnie and Moskowitz)
- 1973: Der Pate von Harlem (Black Caesar)
- 1973: Papillon
- 1973: Massenmord in San Francisco (The Laughing Policeman)
- 1975: Russisches Roulett (Russian Roulette)
- 1975: Drehn wir noch’n Ding (Let’s Do It Again)
- 1975: Abenteurer auf der Lucky Lady (Lucky Lady)
- 1976: Die Ermordung eines chinesischen Buchmachers (The Killing of a Chinese Bookie)
- 1976: Und morgen wird ein Ding gedreht (Harry and Walter Go to New York)
- 1977: Helden von Heute (Heroes)
- 1978: Viel Rauch um nichts (Up in Smoke)
- 1979: Ein Mann räumt auf (Love and Bullets)
- 1979: The Wanderers
- 1979: Amityville Horror (The Amityville Horror)
- 1980: Brubaker
- 1980: Gloria, die Gangsterbraut (Gloria)
- 1981: Die Erwählten (The Chosen)
- 1981: Zwei wie Katz und Maus (Continental Divide)
- 1981: Sharky und seine Profis (Sharky’s Machine)
- 1982: Verhext (Jinxed!)
- 1983: Zwei ausgekochte Gauner (The Sting II)
- 1983: Monty – Der Millionenerbe (Easy Money)
- 1984: Der Pate von Greenwich Village (The Pope of Greenwich Village)
- 1984: Der nackte Wahnsinn (Too Scared to Scream)
- 1986: Die City-Cobra (Cobra)
- 1997: Donnie Brasco
- 1998: A Fish in the Bathtub
- 2001: Shadows of Death: Im Fadenkreuz der Mafia (In the Shadows)
- 2004: Blueberry und der Fluch der Dämonen (Blueberry)

### Fernsehen
- 1952: The Web (Folge 3x11)
- 1954–1956: The Big Story (3 Folgen)
- 1955–1958: Kraft Television Theatre (5 Folgen)
- 1957: Abenteuer im wilden Westen (Dick Powell’s Zane Grey Theater, Folge 2x04)
- 1957–1969: Rauchende Colts (Gunsmoke, 4 Folgen)
- 1959: Peter Gunn (Folge 2x01)
- 1959: Mickey Spillane’s Mike Hammer (Folge 2x39)
- 1960: Bonanza (Folge 2x09 Die Wolfsjagd)
- 1960: Die Unbestechlichen (The Untouchables, 2 Folgen)
- 1960: Twilight Zone (The Twilight Zone, Folge 2x11 Einmal im Jahr)
- 1961: Have Gun – Will Travel (Folge 4x26)
- 1961: Tausend Meilen Staub (Rawhide, Folge 3x28)
- 1961–1963: Preston & Preston (The Defenders, 3 Folgen)
- 1963: Gnadenlose Stadt (Naked City, Folge 4x19)
- 1963–1964: East Side/West Side (5 Folgen)
- 1964/1965: The Munsters (2 Folgen)
- 1965: Peyton Place (Folge 1x81)
- 1965: Daniel Boone (Folge 2x05)
- 1965: Mini-Max (Get Smart, Folge 1x05)
- 1965–1967: Auf der Flucht (The Fugitive, 4 Folgen)
- 1966: Die Leute von der Shiloh Ranch (The Virginian, Folge 4x22 Fremde in der Stadt)
- 1966: Wettlauf mit dem Tod (Run for Your Life, Folge 1x27)
- 1966: Tennisschläger und Kanonen (I Spy, Folge 2x08)
- 1966: Laredo (Folge 2x10)
- 1966–1967: Verrückter wilder Westen (The Wild Wild West, 2 Folgen)
- 1966–1974: FBI (The F.B.I., 4 Folgen)
- 1967: Invasion von der Wega (The Invaders, Folge 1x02)
- 1968: Lancer (Folge 1x06)
- 1968–1972: Kobra, übernehmen Sie (Mission: Impossible, 4 Folgen)
- 1970: Dan Oakland (Dan August, Folge 1x02)
- 1970: The Name of the Game (Folge 3x03)
- 1970: The Bold Ones: The Lawyers (Folge 2x02)
- 1970–1974: Mannix (4 Folgen)
- 1971: The Bold Ones: The New Doctors (Folge 3x05)
- 1971–1972: Ein Sheriff in New York (McCloud, 2 Folgen)
- 1971–1975: Columbo (4 Folgen)
- 1972: Sheriff ohne Colt und Tadel (Nichols, 2 Folgen)
- 1972–1973: Der Chef (Ironside, 2 Folgen)
- 1972, 1974: Cannon (2 Folgen)
- 1973: Shaft (Folge 1x02)
- 1973: Männerwirtschaft (The Odd Couple, Folge 4x13)
- 1973–1974: Barnaby Jones (4 Folgen)
- 1974: Kojak – Einsatz in Manhattan (Kojak, Folge 1x11)
- 1976/1977: Baretta (2 Folgen)
- 1976/1978: Die Zwei mit dem Dreh (Switch, 2 Folgen)
- 1977: Starsky & Hutch (Folge 2x25)
- 1977: Der Mann aus Atlantis (Man from Atlantis, Folge 1x13 Gefahr für Cetacean)
- 1977–1981: Quincy (Quincy, M.E., 4 Folgen)
- 1984: Hardcastle & McCormick (Hardcastle and McCormick, Folge 2x09 Jeder hat eine Vergangenheit)
- 1985: Nachts wenn der Mörder kommt (Out of the Darkness, Fernsehfilm)
- 1987: Cagney & Lacey (Folge 6x13)
- 1988: Erben des Fluchs (Friday the 13th, Folge 1x23)
- 1989: Das Model und der Schnüffler (Moonlighting, Folge 5x11 Von Verliebten und Verwandten)
- 1989: Hunter (Folge 5x19)
- 1991/1996: Law & Order (2 Folgen)
- 1992: Auf eigene Faust (Counterstrike, Folge 3x05)
- 1994: Der steinige Weg zur Gerechtigkeit (Assault at West Point: The Court-Martial of Johnson Whittaker, Fernsehfilm)
- 2001: 100 Centre Street (Folge 1x02)